# Luis Barbero
Luis Barbero Fernández (Madrid, 8 agosto 1916 – Madrid, 3 agosto 2005) è stato un attore spagnolo.

## Biografia
Nato in una famiglia di artisti (il padre era direttore d'orchestra), fece la sua prima comparsa nel film El día de los enamorados (1959). Lo si ricorda soprattutto per il ruolo di Geremia nel film ...altrimenti ci arrabbiamo! (1974), al fianco di Bud Spencer e Terence Hill, e in Medico de Familla, versione spagnola che è  stata ripresa in una delle più famose serie tv italiane, Un medico in famiglia, dove recitò dal 1995 al 1999.